# 陈府镇
陈府镇，是中华人民共和国河北省廊坊市大厂回族自治县下辖的一个乡镇级行政单位。
2013年，河北省民政厅批复同意撤销陈府乡，设立陈府镇，镇人民政府驻许陈府村商业大街1号。

## 行政区划
陈府镇下辖以下地区：
陈府村、东杨辛庄村、吴辛庄村、蒋店子村、兰庄户村、后营村、王指挥屯村、王唐庄村、北小庄村、许官屯村、沙岗子村、小坨头村、大坨头村、刘各庄村、荣马坊村、侯官屯村、东太平庄村、马家庙村、漫兴营村、威武屯村和东厂村。